# Rodi Media
Rodi Media is een Nederlands mediabedrijf actief in de provincie Noord-Holland. Het bedrijf heeft de redacties van diverse lokale nieuwsbladen in beheer alsmede het drukken van de kranten en de verspreiding. Ook geeft het bedrijf enkele tijdschriften uit. Rodi media beheert zowel een uitgeverij als een drukkerij en is ook actief als postbezorger in het verspreiden van eigen en andere nieuwsbladen en tijdschriften. Het hoofdkantoor is sinds 1997 gevestigd in Broek op Langedijk en heeft ook vestigingen in Purmerend en Almere.

## Geschiedenis
In 1970 richtte Dick Ranzijn de huis-aan-huiskrant ‘De Koerier' op in Heerhugowaard en besloot deze in 1978 in eigen beheer uit te geven. Hiervoor werd door Ranzijn in 1978 Rodi Media B.V. opgericht als uitgeverij. Het bedrijf heeft zich gespecialiseerd in het uitgeven van kranten en andere commerciële uitgaven. In 1986 werd de eigen verspreidorganisatie 'Rodi Verspreiding' opgericht, een dienstverlening op het gebied van drukwerkverspreiding in eigen huis-aan-huis kranten en het drukwerk van derden in de vorm van kranten, folders en flyers. In 1989 werd de organisatie uitgebreid met een eigen drukkerij: Rodi Rotatiedruk.
Per 1 januari 2021 geeft Rodi 23 eigen nieuwsbladen uit in de regio Noord-Holland met een oplage van ongeveer 600.000 exemplaren. Op de website van Rodi Media staan alle kranten vermeld.

## Kranten
Rodi Media geeft diverse lokale nieuwsbladen uit.
Titels die door Rodi Media worden uitgegeven en waarvan de redactie onder beheer van Rodi staat zijn:
- Alkmaars Nieuwsblad
- Bergen Nieuwsblad
- de Beverwijker
- Castricums Nieuwsblad
- De Drom
- Contact met de Egmonden
- Haarlems Nieuwsblad
- Heemskerkse Courant
- Heerhugowaards Nieuwsblad
- Helders Nieuwsblad
- Hoorns Nieuwblad
- De Koggenlander
- Langedijker Nieuwsblad
- De Medemblikker
- Nieuwsblad Amsterdam-Noord
- Nieuwsblad Heiloo
- Nieuwsblad Holland Kroon
- Nieuwsblad Uitgeest
- ONS streekblad
- Purmerends Nieuwsblad
- Regio krant Kompas
- Schager Nieuwsblad
- De Westerpost
- Zaans Stadsblad
- De Heraut

### Voormalige titels
- Nieuwsblad Haarlemmermeer (2017-2019)

## Tijdschriften
Titels die door Rodi Media worden uitgegeven en waarvan de redactie onder beheer van Rodi staat zijn:
- Alkmaar Magazine
- Dagje uit in de regio
- Dagje uit in laag Holland
- Hockey International
- Nationaal Golfmagazine
- Regio Alkmaar Magazine
- Regio Zaken Waterland
- SkateNL
- VT Wonen